# چخوریورد (شماخی)
چخوریورد (به لاتین: Çuxuryurd) یک منطقه مسکونی در جمهوری آذربایجان است که در شهرستان شماخی واقع شده است. چخوریورد ۸۲۶ نفر جمعیت دارد.